# Cuts
Cuts è un comune francese di 982 abitanti situato nel dipartimento dell'Oise della regione dell'Alta Francia.
ci nacque il filosofo Pietro Ramo.

## Società

### Evoluzione demografica
Abitanti censiti